# Liliana Neves
Liliana Neves (n. Espinho (Portugal), el 3 de junio de 1977) fue la presentadora de la versión portuguesa del programa Hollywood Boulevard, del canal AXN Portugal.

## Biografía
Empezó por estudiar Química en la Universidad de Oporto, pero posteriormente estudió periodismo en la Escuela Superior de Periodismo de Oporto. En 2003 realizó en Madrid una maestría en Relaciones Internacionales en la Universidad Complutense.
Empezó su carrera profesional en varios periódicos. Después, estuvo realizando prácticas en los Informativos de RTP en Oporto y de la Agencia EFE en Madrid. Allí cubrió las primeras manifestaciones de los familiares de la víctimas del Yak-42.
Habla 4 idiomas (portugués, castellano, inglés y francés) además lee y entiende gallego y catalán. Ha vivido algún tiempo en Noruega y Japón y tiene muy cercana las culturas de estos países.
Además es periodista independiente para la revista Traveler y ha sido consultora de idiomas para varias empresas en Madrid, donde también ha impartido clases.
Durante su niñez fue gimnasta de competición de trampolines (cama elástica).

## Entrevistas
Como presentadora de Hollywood Boulevard, ha entrevistado a:
- Kate Beckinsale
- Adam Sandler
- Tom Cruise
- Paul Guilfoyle (de CSI)
- El director Frank Coraci
- La banda The Gift
- El compositor Rodrigo Leão